# 尼克·威金斯
尼古拉斯·威金斯（英語：Nicholas Wiggins，1991年2月4日—）為加拿大男子籃球運動員，場上位置為後衛。
2024年1月23日，印尼籃球聯賽太平洋凱撒宣布引進威金斯接替離隊的卡馬尼·強生。3月23日，太平洋凱撒宣布威金斯因家庭因素離隊，威金斯代表太平洋凱撒出賽9場，場均挹注10.2分、3.4籃板、1.2助攻。

## 外部連結
- 尼克·威金斯在fiba.basketball（英语）
- 尼克·威金斯在Sports-Reference.com（NCAA）（英语）
- 尼克·威金斯在Eurobasket.com（球員）（英语）
- 尼克·威金斯在RealGM（英语）
- 尼克·威金斯在Proballers（英语）